# Acacia newbeyi
Acacia newbeyi är en ärtväxtart som beskrevs av Bruce R. Maslin. Acacia newbeyi ingår i släktet akacior, och familjen ärtväxter. Inga underarter finns listade i Catalogue of Life.